# Vlag van Bratislava (stad)

Vlag van Bratislava (ratio 2:3)

De vlag van Bratislava bestaat uit twee banen in de kleuren wit (boven) en rood, met aan het uiteinde een zwaluwstaart. De vlag is veel te zien in het straatbeeld van Bratislava, waaronder ook in verticale uitvoering (met de witte baan links).

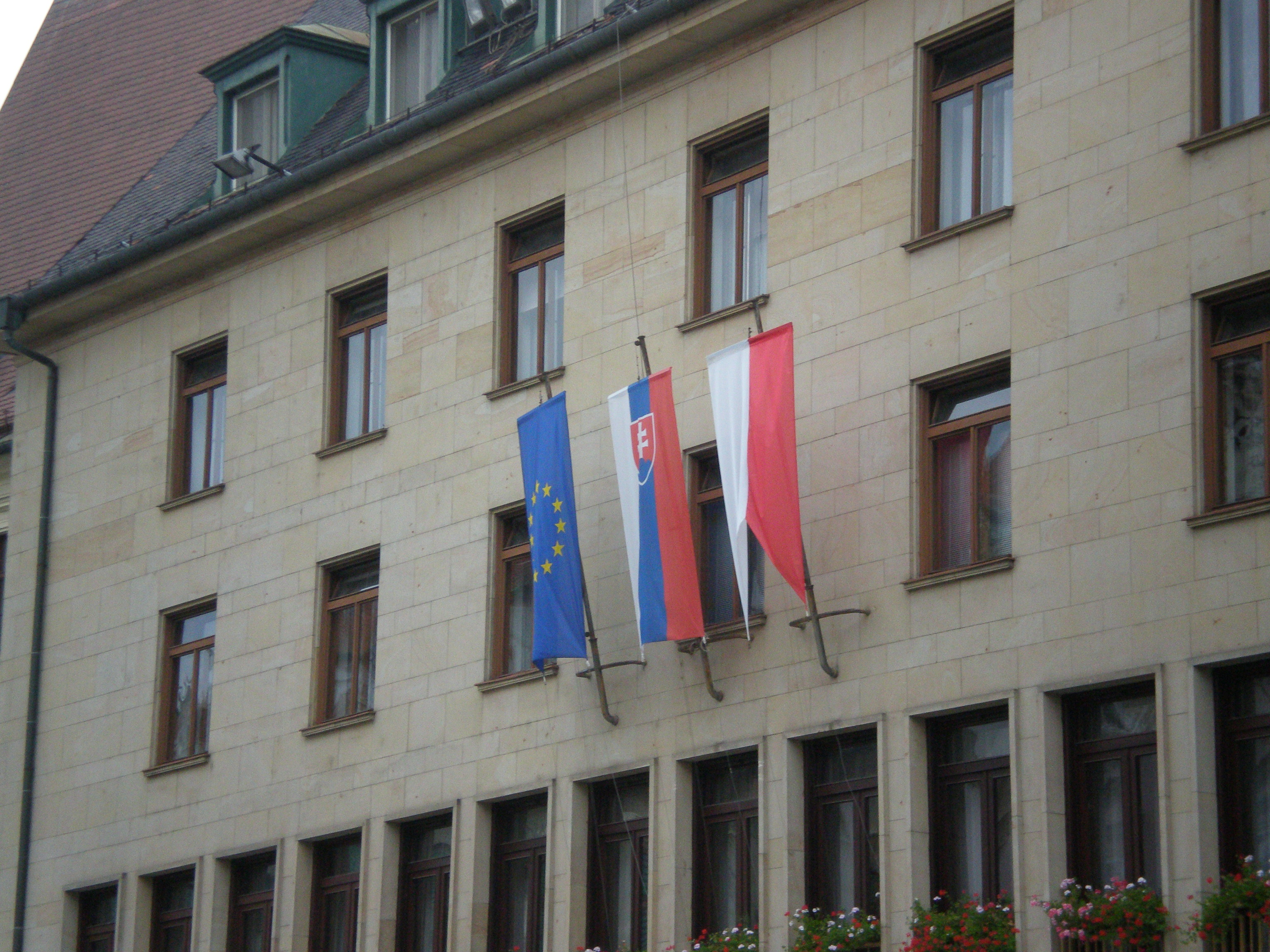
Verticale vlag van Bratislava naast verticale uitvoeringen van de Europese en de Slowaakse vlag

In het verleden werd het stadswapen vaak in de vlag geplaatst, maar tegenwoordig gebeurt dat zelden.
Hoewel Bratislava de kern vormt van de regio Bratislava, zijn er geen elementen uit de stadsvlag in de regionale vlag verwerkt. In tegenstelling tot de stadsvlag is de regionale vlag ook amper te zien in het stadsbeeld van Bratislava.